# Visori d'A Buerda
Visori d'a Buerda o, en occità, Missolin (Cadelha e Trashèrra, Alts Pirineus, Migdia Pirineus, entre 950 i 985 - San Vicente d'A Buerda, Sobrarb, Osca, primer quart del segle xi) fou un eremita franc establert al Sobrarb, mort màrtir a mans dels musulmans. És venerat com a sant per l'Església catòlica, de manera local, tot i que mai no ha estat canonitzat.

## Vida i llegenda
Visori era d'origen franc, nascut a Cadelha e Trashèrra (Bigorda, Alts Pirineus), a la vall de l'Aura, on era pastor d'ovelles. En una incursió de soldats musulmans, perdé el seu ramat i des de llavors, va dedicar-se a predicar pels pobles de la zona per acabar amb les freqüents incursions que arrasaven la terra. Va formar un petit exèrcit de pagesos i pastors de la vall, que va fer retrocedir els musulmans, als que atacà per sorpresa, aconseguint així una època de pau.
Cap als trenta anys, va deixar la vida mundana llavors i es va consagrar a la religiosa, marxant a predicar el cristianisme a l'altra banda dels Pirineus i establint-se al Sobrarb, a les muntanyes avui anomenades Sierra de San Visorio, concretament a San Vicente de Labuerda (d'a Buerda, en aragonès). Hi conegué un eremita predicador a la regió, el futur Sant Froilà, de qui fou deixeble.
Ordenat sacerdot, visqué com a eremita amb dos deixebles, Firminià i Clemenci, en una cova. En una data indeterminada, els musulmans van atacar la serralada i, segons la tradició, mentre Visori deia la missa, una fletxa perduda va matar-lo mentre aixecava l'hòstia; els dos deixebles foren decapitats.

## Veneració
Els cossos de tots tres foren recollits per un habitant de Banastón, que va veure foc al lloc i avisà als pobles de a Buerda i San Vicente d'a Buerda. Les restes foren portades a l'església de San Vicente d'a Buerda, on es conserven en un reliquiari. Una part de les relíquies fou donada al seu poble natal i es conserva a l'església de Sent Blai de Cadelha e Trashèrra.
Una ermita fou edificada en la cova de la muntanya on havia viscut i mort. Reedificada en el segle xviii, conserva frescos romànics i és lloc de pelegrinatge anualment.
Venerat a la regió d'A Buerda, la romeria en honor seu es fa anualment el primer diumenge de maig, anant de San Vicente de Labuerda a l'ermita de San Visorio. També se li ret culte al seu poble natal i la rodalia.

## Biografia
Histoire de Saint Missolin.